# Морінвіль
Морінвіль (англ. Morinville) — містечко в Канаді, у провінції Альберта, у складі муніципального району Стерджон.

## Населення
За даними перепису 2016 року, містечко нараховувало 9848 осіб, показавши зростання на 14,9%, порівняно з 2011-м роком. Середня густина населення становила 882,8 осіб/км².
З офіційних мов обидвома одночасно володіли 1 065 жителів, тільки англійською — 8 750, тільки французькою — 20, а 10 — жодною з них. Усього 385 осіб вважали рідною мовою не одну з офіційних, з них 10 — одну з корінних мов, а 30 — українську.
Працездатне населення становило 5 620 осіб (75,7% усього населення), рівень безробіття — 7,4% (8,4% серед чоловіків та 6,2% серед жінок). 90,7% осіб були найманими працівниками, а 8,3% — самозайнятими.
Середній дохід на особу становив $59 646 (медіана $50 353), при цьому для чоловіків — $79 502, а для жінок $39 915 (медіани — $71 066 та $34 859 відповідно).
32,5% мешканців мали закінчену шкільну освіту, не мали закінченої шкільної освіти — 15,8%, 51,6% мали післяшкільну освіту, з яких 18,8% мали диплом бакалавра, або вищий.
| Статево-вікова структура населення | Статево-вікова структура населення | Статево-вікова структура населення | Статево-вікова структура населення | Статево-вікова структура населення |
| ---------------------------------- | ---------------------------------- | ---------------------------------- | ---------------------------------- | ---------------------------------- |
|                                    |                                    |                                    |                                    |                                    |
| Всього                             | Всього                             | 49,9%50,1%                         |                                    |                                    |
| 0 — 14 років                       | 0 — 14 років                       |                                    | 23,2%                              | 23,2%                              |
| 15 — 64 років                      | 15 — 64 років                      |                                    | 67,4%                              | 67,4%                              |
| 65 і більше                        | 65 і більше                        |                                    | 9,4%                               | 9,4%                               |
| 85 і більше                        | 85 і більше                        |                                    | 1,1%                               | 1,1%                               |
| 100 і більше                       | 100 і більше                       |                                    | 0,1%                               | 0,1%                               |
| Середній вік (років)               | Середній вік (років)               | 34,635,5                           | 35,1                               | 35,1                               |
| Медіана (років)                    | Медіана (років)                    | 33,834,5                           | 34,2                               | 34,2                               |
| — чоловіки — жінки                 |                                    |                                    |                                    |                                    |

| Походження мешканців:     | Походження мешканців:     | Походження мешканців: | Походження мешканців: | Походження мешканців: |
| ------------------------- | ------------------------- | --------------------- | --------------------- | --------------------- |
| Походження                |                           |                       | осіб                  | %                     |
| Корінні американці        | Корінні американці        |                       | 990                   | 10.05%                |
| Інше північноамериканське | Інше північноамериканське |                       | 3 395                 | 34.47%                |
| Європейське               | Європейське               |                       | 7 590                 | 77.07%                |
| британське                | британське                |                       | 4 875                 | 49.5%                 |
| французьке                | французьке                |                       | 2 105                 | 21.37%                |
| українське                | українське                |                       | 1 330                 | 13.51%                |
| Латинськоамериканське     | Латинськоамериканське     |                       | 80                    | 0.81%                 |
| Карибське                 | Карибське                 |                       | 30                    | 0.3%                  |
| Африканське               | Африканське               |                       | 130                   | 1.32%                 |
| Азійське                  | Азійське                  |                       | 250                   | 2.54%                 |
| Океанійське               | Океанійське               |                       | 10                    | 0.1%                  |

| Зайнятість населення за галузями (за класифікацією NOC): | Зайнятість населення за галузями (за класифікацією NOC): | Зайнятість населення за галузями (за класифікацією NOC): | Зайнятість населення за галузями (за класифікацією NOC): | Зайнятість населення за галузями (за класифікацією NOC): |
| -------------------------------------------------------- | -------------------------------------------------------- | -------------------------------------------------------- | -------------------------------------------------------- | -------------------------------------------------------- |
|                                                          |                                                          |                                                          |                                                          |                                                          |
| Управління                                               | Управління                                               |                                                          | 8,6%                                                     | 8,6%                                                     |
| Бізнес, фінанси та адміністрування                       | Бізнес, фінанси та адміністрування                       |                                                          | 16,2%                                                    | 16,2%                                                    |
| Природничі та прикладні науки                            | Природничі та прикладні науки                            |                                                          | 4,9%                                                     | 4,9%                                                     |
| Охорона здоров'я                                         | Охорона здоров'я                                         |                                                          | 6,6%                                                     | 6,6%                                                     |
| Освіта, правозахист, муніципальні та урядові служби      | Освіта, правозахист, муніципальні та урядові служби      |                                                          | 14%                                                      | 14%                                                      |
| Мистецтво, культура, відпочинок та спорт                 | Мистецтво, культура, відпочинок та спорт                 |                                                          | 1,3%                                                     | 1,3%                                                     |
| Роздрібна торгівля та послуги                            | Роздрібна торгівля та послуги                            |                                                          | 19%                                                      | 19%                                                      |
| Гуртова торгівля, транспорт та обладнання                | Гуртова торгівля, транспорт та обладнання                |                                                          | 24,9%                                                    | 24,9%                                                    |
| Природні ресурси, сільське господарство                  | Природні ресурси, сільське господарство                  |                                                          | 1,5%                                                     | 1,5%                                                     |
| Виробництво                                              | Виробництво                                              |                                                          | 3%                                                       | 3%                                                       |

## Клімат
Середня річна температура становить 2,1°C, середня максимальна – 21°C, а середня мінімальна – -21,9°C. Середня річна кількість опадів – 474 мм.
| Клімат поселення                              | Клімат поселення | Клімат поселення | Клімат поселення | Клімат поселення | Клімат поселення | Клімат поселення | Клімат поселення | Клімат поселення | Клімат поселення | Клімат поселення | Клімат поселення | Клімат поселення | Клімат поселення |
| Показник                                      | Січ.             | Лют.             | Бер.             | Квіт.            | Трав.            | Черв.            | Лип.             | Серп.            | Вер.             | Жовт.            | Лист.            | Груд.            |                  |
| Середній максимум, °C                         | −8,42            | −4,09            | 1,20             | 10,29            | 17,08            | 21,02            | 20,60            | 20,00            | 14,90            | 9,42             | −0,82            | −7,68            |                  |
| Середня температура, °C                       | −15,15           | −10,8            | −5,52            | 3,57             | 10,36            | 14,30            | 15,90            | 15,30            | 10,20            | 4,71             | −5,5             | −12,37           |                  |
| Середній мінімум, °C                          | −21,88           | −17,51           | −12,26           | −3,17            | 3,60             | 7,59             | 11,24            | 10,65            | 5,54             | 0,07             | −10,17           | −17,05           |                  |
| Норма опадів, мм                              | 24               | 14               | 18               | 28               | 47               | 89               | 89               | 63               | 40               | 22               | 22               | 18               |                  |
| Середньомісячна швидкість вітру, м/с          | 3.20             | 3.22             | 3.40             | 3.60             | 3.60             | 3.30             | 3.00             | 2.90             | 3.10             | 3.40             | 3.30             | 3.20             |                  |
| Середньомісячна сонячна радіація, кДж/м²·день | 3343             | 6812             | 12194            | 17301            | 20448            | 21941            | 22097            | 18446            | 12487            | 7383             | 3635             | 2427             |                  |
| --------------------------------------------- | ---------------- | ---------------- | ---------------- | ---------------- | ---------------- | ---------------- | ---------------- | ---------------- | ---------------- | ---------------- | ---------------- | ---------------- | ---------------- |
| Джерело:                                      |                  |                  |                  |                  |                  |                  |                  |                  |                  |                  |                  |                  |                  |

## Галерея

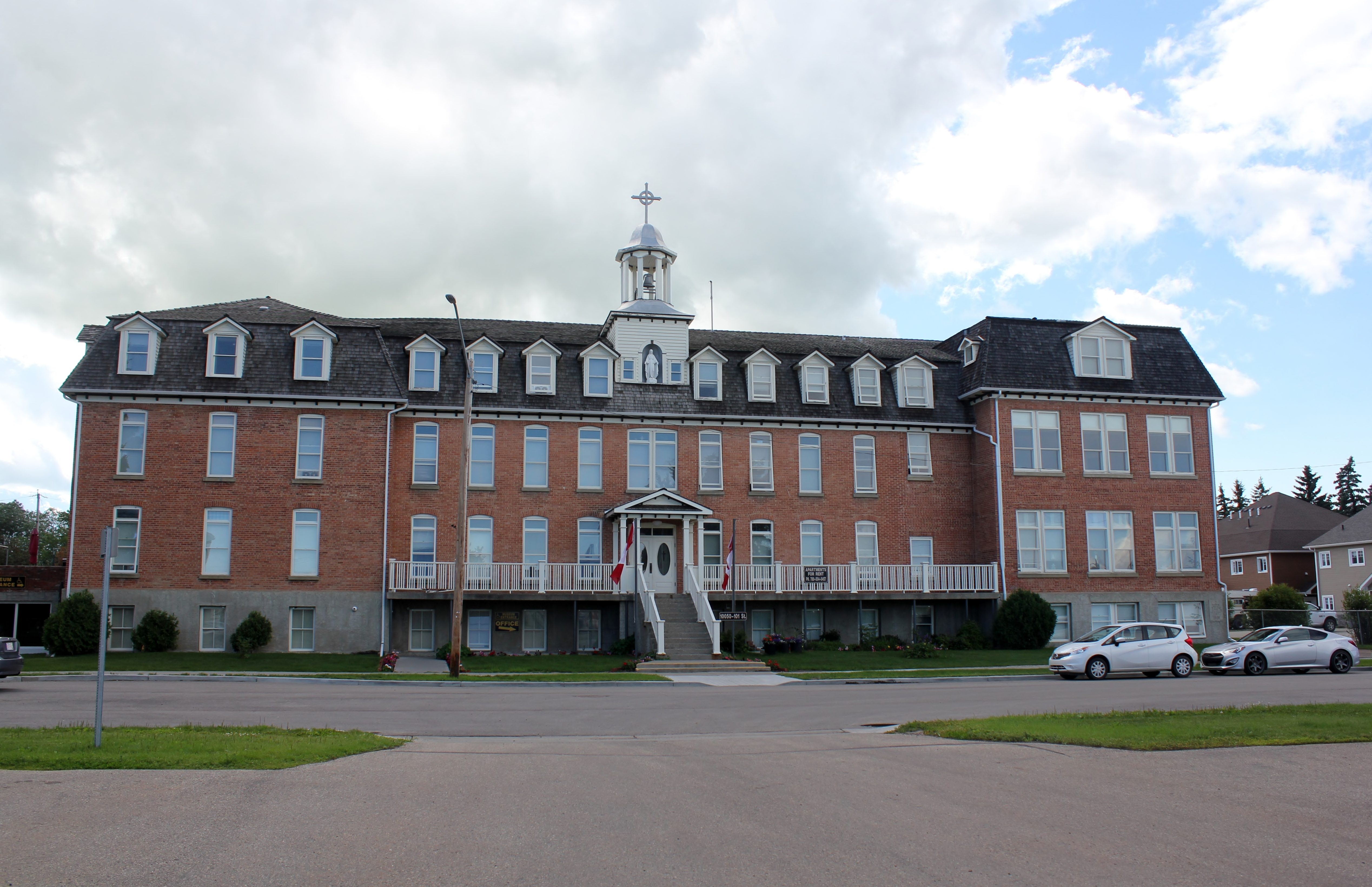
Монастир Нотр-Дам – національна пам’ятка історії
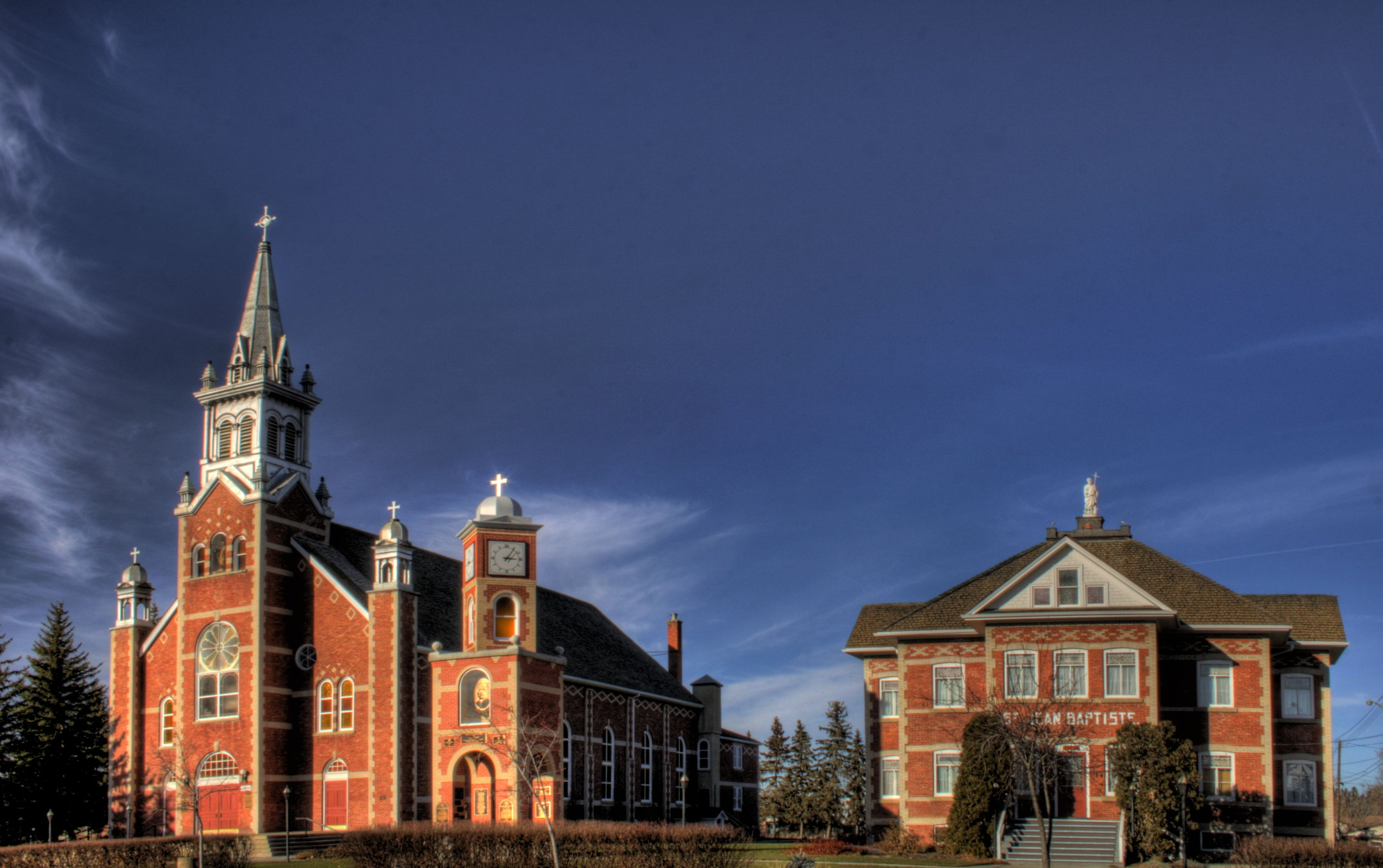
Церква Івана Хрестителя в центрі міста
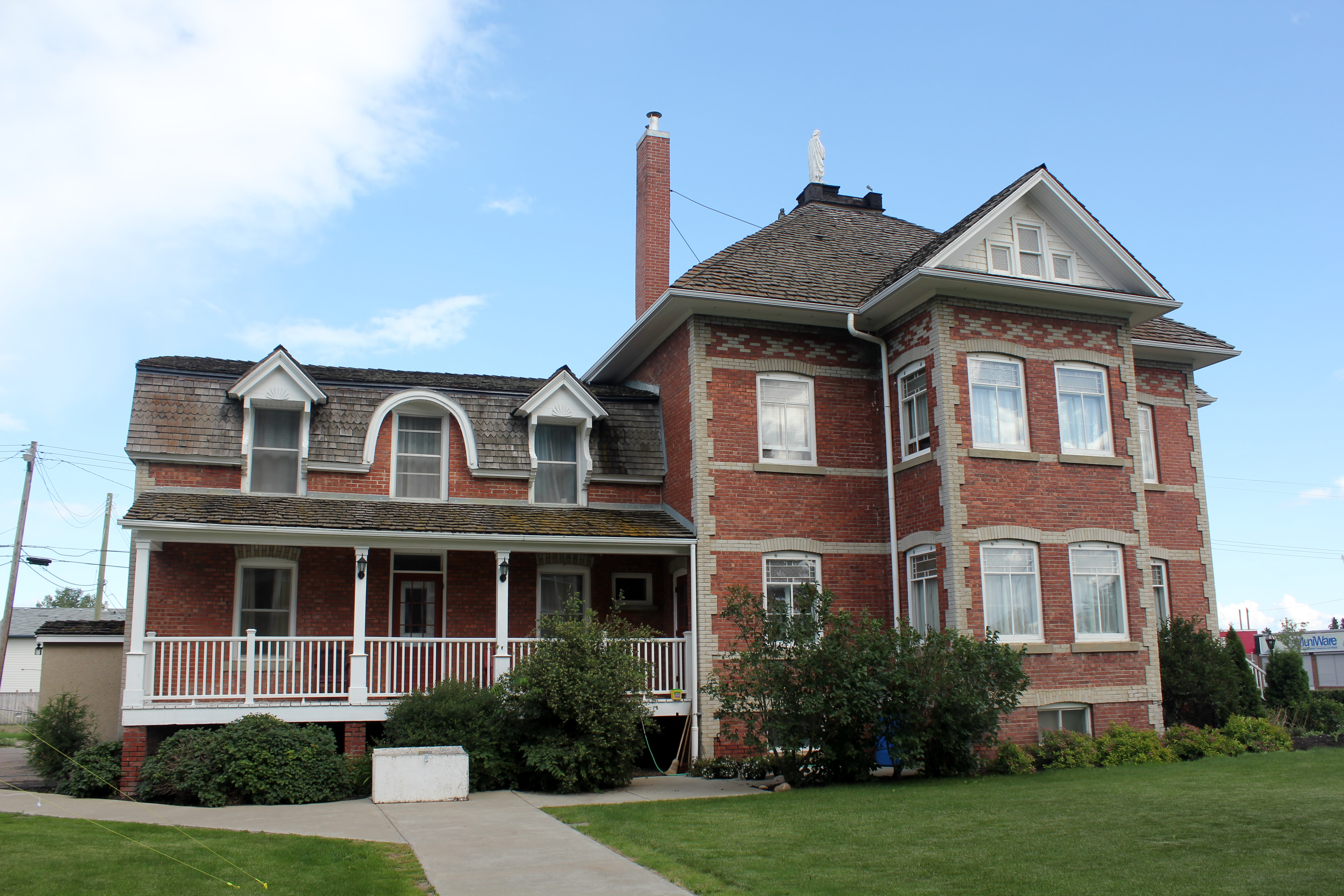
Будинок парафіяльного священника